# كريستوفر ريتش (كاتب)
كريستوفر ريتش (بالإنجليزية: Christopher Reich)‏ (12 نوفمبر 1961، طوكيو في اليابان)؛ كاتب وروائي أمريكي.

## روابط خارجية
- كريستوفر ريتش على موقع IMDb (الإنجليزية)